# 大阪前田製菓
株式会社大阪前田製菓（おおさかまえだせいか）は、大阪府藤井寺市に本社を置く製菓会社である。1918年（大正7年）創業。

## 概要
1918年の創業当初より、主力の「乳ボーロ」や「卵ボーロ」「ちょぼちょぼ」を中心にあられなどの米菓、チーズケーキなどの生菓子、団子などの和菓子類を製造している。
大阪市内で、みたらし団子を主力とした『甘党まえだ』『天王寺堂』の名前で甘味処喫茶店を展開する一方、また『利休亭まえだ』『そば処利休』の名前で蕎麦・甘味処の食堂、フランス料理店『ル ビュー イーゼル』、ベーカリー『セーヌの畔』などの外食店舗を展開している。本社には直営店が設置されている。近鉄バス八尾線大正橋南詰停留所前にあり、同停留所の車内放送スポンサーである。
なお、製菓会社には、堺市堺区に本社を置き、「あたり前田のクラッカー」で知られる前田製菓、大阪市港区に本社を置き「チューペット」で知られる前田産業、「メジャー松井秀喜サブレ」（旧「ゴジラ松井サブレ」）で有名な石川県能美市の前田製菓が存在するが、いずれも無関係である。
ABCラジオで辰巳琢郎出演のラジオCMを放送している。社長の前田重和は2015年4月14日放送の「開運!なんでも鑑定団」（テレビ東京）に出演した。

## 事業所
- 本社工場：大阪府藤井寺市小山6-5-46
- 東京支店：東京都板橋区赤塚新町1-24-2

## 沿革
- 1918年1月：創業者の前田為治が前田製菓所を設立
- 1959年7月：株式会社に改組
- 1975年12月：前田保が2代社長に就任
- 1990年11月：東京と九州にそれぞれ支店・出張所を開設
- 2010年7月：前田重和が3代社長に就任